# Flemløse Sogn
Flemløse Sogn er et sogn i Assens Provsti (Fyens Stift).
I 1800-tallet var Flemløse Sogn et selvstændigt pastorat. Det hørte til Båg Herred i Odense Amt. Flemløse blev en selvstændig sognekommune. Den blev ved kommunalreformen i 1970 indlemmet i Glamsbjerg Kommune, som ved strukturreformen i 2007 indgik i Assens Kommune.
I Flemløse Sogn ligger Flemløse Kirke.
I sognet findes følgende autoriserede stednavne:
- Bokær (bebyggelse)
- Brunsmose (bebyggelse)
- Dærup (bebyggelse, ejerlav)
- Dærup Grave (bebyggelse)
- Flemløse (bebyggelse, ejerlav)
- Flemløse Grave (bebyggelse)
- Holebæk (bebyggelse)
- Høed (bebyggelse, ejerlav)
- Høedgyde (bebyggelse)
- Karlemose (bebyggelse)
- Koppenbjerg (bebyggelse)
- Lundsbjerg (bebyggelse)
- Maden (areal)
- Mosebo (bebyggelse)
- Ruerne (bebyggelse)
- Skovhuse (bebyggelse)
- Springenbjerg (bebyggelse)
- Stigmose (bebyggelse)
- Stihøj (bebyggelse)
- Stævnebro (bebyggelse)
- Vesemose (bebyggelse)
- Voldtofte (bebyggelse, ejerlav)
- Voldtofte Vænge (bebyggelse)